# آستین ای۴۰ سامرست

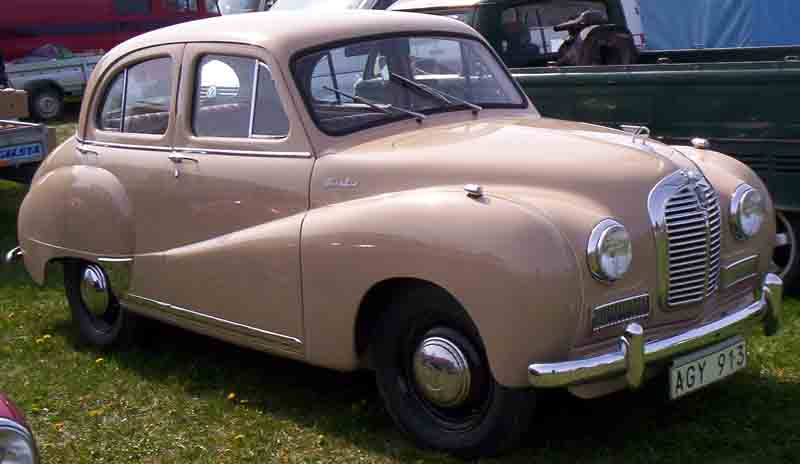

آستین ای۴۰ سامرست (Austin A۴۰ Somerset) خودرویی است که در سال‌های ۱۹۵۲ تا ۱۹۵۴۱۷۳،۳۰۶تولید شده‌است.
این خودرو در کلاس خودرو سایز متوسط قرار گرفته و طراحی آن خودروهای موتور جلو-محور عقب بوده است. سیستم جعبه‌دندهٔ آن ۴ دنده به صورت دستی است.